# DNAH7
DNAH7‏ (Dynein axonemal heavy chain 7) هوَ بروتين يُشَفر بواسطة جين DNAH7 في الإنسان.